# Hronský Beňadik
Hronský Beňadik (em húngaro: Garamszentbenedek; alemão: Sankt Benedikt) é um município da Eslováquia, situado no distrito de Žarnovica, na região de Banská Bystrica. Tem 9,23 km² de área e sua população em 2018 foi estimada em 1.145 habitantes.

## Demografia
| Ano:        | 1994 | 2004   | 2014   | 2024   |
| ----------- | ---- | ------ | ------ | ------ |
| Broj ljudi: | 1197 | 1228   | 1176   | 1071   |
| Razlika:    |      | +2,58% | -4,23% | -8,92% |

| Ano:               | 2023 | 2024   |
| ------------------ | ---- | ------ |
| Número de pessoas: | 1086 | 1071   |
| Diferença:         |      | -1,38% |